# Neu i els arbres màgics
Neu i els arbres màgics (francès: Neige et les arbres magiques) és una pel·lícula d'animació francesa estrenada l'any 2014. Inclou quatre contes sobre l'enginy, l'amistat, el respecte i l'alegria de viure amb la natura.
A Catalunya es va estrenar la versió doblada en català i en versió original subtitulada en català el 8 de juliol de 2016 amb el suport del Departament de Cultura de la Generalitat de Catalunya.

## Quatre històries

### Tigres enfilats
- Direcció:  Benoit Chieux
- País: França
- Any: 2014
- Producció: Les Films de l'Arlequin
- Premis: Premi especial del jurat de la competició films pels infants al festival SICAF 2015, Premi Trampoline al millor curt juvenil al Ciné Junior de París 2015, Menció especial al Festival KOT de Moscou 2015.

Argument: «Un noi molt mandrós, cansat que la seva mare el renyi perquè no fa res, es posa a treballar. El seu enginy, la seva paciència i unes llavors de sèsam, el faran immensament ric. La creativitat i astúcia del seu fill enorgulleixen la mare. Ara que ja tenen molts diners i els tigres enfilats, no els cal fer res més».

### El petit brot
- Direcció: Chaïtane Conversat
- País: França
- Any: 2015
- Producció: Production Folimage, Les Productions JMH i 10200 Z'images

### One, two, tree
- Direcció: Yulia Aronova
- País: França
- Any: 2014
- Producció: Production Folimage i Nadasdy Film
- Premis: Menció Honorable (categoria de films per la família) Festival Internacional de Cinema de San Francisco 2015.

### Neu
- Direcció: Antoine Lanciaux i Sophie Roze
- País: França
- Any: 2015
- Producció: Production Folimage, Nadasdy Film i Bayard Jeunesse animation
- Premis: Premi del Jurat dels cinemes de proximitat a Auitine 2015, curt favorit del jurat professional Les toiles filantes 2015, Premi al millor curt pels infants al International Animation Trickfilmfestival of Stuttgart, 2015.

## Distribució a Catalunya
Drac Màgic té els drets de distribució d'aquesta pel·lícula a Catalunya.